# 普魯士的腓特烈·卡爾 (1893年)
普魯士的腓特烈·卡爾（德語：Friedrich Karl von Preußen，1893年4月6日—1917年4月6日），德國王室成員（腓特烈·利奧波德王子之子），曾在1912年夏季奧林匹克運動會團體馬術障礙超越獲得銅牌。第一次世界大戰期間加入空軍，1917年於法國聖德田迪魯夫賴陣亡。

## 生平
弗里德里希·卡尔王子出生于波茨坦克莱因格林尼克宫。他是普鲁士腓特烈·利奥波德王子（1865-1931年）和石勒苏益格-荷尔斯泰因-宗德堡-奥古斯滕堡路易丝·索菲公主（1866-1952年）的儿子，也是普鲁士腓特烈·卡爾王子的孙子。
他是1912年德国奥运会马术队的成员，该队在团体障碍赛中获得铜牌。他在奥运会比赛中的坐骑是“吉布森男孩”。
1914年至1917年间，他作为飞行员参加了第一次世界大战。他指挥炮兵258分隊（一支炮兵侦察部队），經常和帝國第2戰鬥機中隊一起乘坐单座战斗机执行巡逻任务。1917年3月21日，在一次巡逻中，他因发动机中弹而被迫降落，脚部受了轻伤。他将他的信天翁飞机降落在无人区，但在跑向自己的防线时，他被澳大利亚军队击中背部并受重伤。他被囚禁，并于1917年4月6日（他的24岁生日）在圣艾蒂安迪鲁夫赖因伤去世。